# Abdel Gadir Salim
Abdel Gadir Salim né en 1946, est un musicien soudanais de merdoum, né dans le village de Dilling, dans la province du Kordofan.

## Biographie
Salim est né dans le village de Dilling, province du Kordofan, au milieu des monts Nuba à l'ouest du Soudan en 1946. Salim s'est formé à la musique européenne et arabe à l'Institut de musique de Khartoum, en commençant par Oud à la demande d'un ami. En 1971, il est passé de la composition de musique de style urbain à des airs country. À la recherche de chansons traditionnelles et familières à interpréter, il a commencé dans son Kordofan et son Darfour natifs. Écrivant rarement ses propres paroles, les chansons qu'il trouve vont des arguments éducatifs politiquement conscients aux ballades amoureuses. Salim est connu pour maintenir un répertoire neutre qui l'a empêché d'irriter le gouvernement islamique du Soudan.

## Discographie
- 1989 : Nujum al-Lail, Stars of the night
- 1991 : The Merdoum Kings Play Songs of Love
- 1999 : Les Blues de Khartoum
- 2005 : Ceasefire